# Пам'ятки архітектури національного значення Чернівців
| Адреса (вулиця, номер будинку)    | Світлина | Історична назва, дата спорудження                                 | Номер і дата документа про взяття на облік           | Охоронний номер |
| --------------------------------- | -------- | ----------------------------------------------------------------- | ---------------------------------------------------- | --------------- |
| Коцюбинського Михайла, 2          |          | Резиденція буковинських митрополитів 1864-1882 рр., арх. Й.Главка | Постанова Ради Міністрів УРСР від 24.08.1963 р.№ 970 | 778/0           |
| Коцюбинського Михайла, 2          |          | Корпус митрополита, 1864-1876 рр.                                 | Постанова Ради Міністрів УРСР від 24.08.1963 р.№ 970 | 778/1           |
| Коцюбинського Михайла , 2         |          | Семінарський корпус, 1870р.                                       | Постанова Ради Міністрів УРСР від 24.08.1963 р.№ 970 | 778/2           |
| Коцюбинського Михайла , 2         |          | Семінарська церква, 1878 р.                                       | Постанова Ради Міністрів УРСР від 24.08.1963 р.№ 970 | 778/3           |
| Коцюбинського Михайла , 2         |          | Будинок для приїжджих (монастирський корпус, 1874 р.)             | Постанова Ради Міністрів УРСР від 24.08.1963 р.№ 970 | 778/4           |
| Коцюбинського Михайла, 2          |          | Парк і паркові будівлі, 1876-1878 рр.                             | Постанова Ради Міністрів УРСР від 24.08.1963 р.№ 970 | 778/5           |
| Сагайдачного Петра гетьмана, 87-А |          | Миколаївська церква, 1607 р.                                      | Постанова Ради Міністрів УРСР від 24.08.1963 р.№ 970 | 779             |
| Новоушицька, 2                    |          | Успенська церква, 1783 р.                                         | Постанова Ради Міністрів УРСР від 24.08.1963 р.№ 970 | 781             |
| Троянівська, 1                    |          | Церква Різдва Богородиці, 1767 р.                                 | Постанова Ради Міністрів УРСР від 24.08.1963 р.№ 970 | 782/1           |
| Троянівська, 1                    |          | Дзвіниця церкви Різдва Богородиці, 1767 р.                        | Постанова Ради Міністрів УРСР від 24.08.1963 р.№ 970 | 782/2           |
| Квітковського Дениса , 8          |          | Спиридонівська церква, 1715 р.                                    | Постанова Ради Міністрів УРСР від 24.08.1963 р.№ 970 | 804/1           |
| Квітковського Дениса, 8           |          | Дзвіниця Спиридонівської церкви, 1773 р.                          | Постанова Ради Міністрів УРСР від 24.08.1963 р.№ 970 | 804/2           |
| Бориспільська, 13                 |          | Вознесенська церква, кін. XVII ст.                                | Постанова Ради Міністрів УРСР від 06.09.1979 р.№ 442 | 1735/1          |
| Бориспільська, 13                 |          | Дзвіниця Вознесенської церкви, кін. XVII ст.                      | Постанова Ради Міністрів УРСР від 06.09.1979 р.№ 442 | 1735/2          |
| Українська, 30                    |          | Вірменська церква, 1869 - 1875 рр.; арх. Й.Главка                 | Постанова Ради Міністрів УРСР від 06.09.1979 р.№ 442 | 1736            |
| Театральна площа                  |          | Міський театр, 1905 р., арх. Ф.Фельнер, Г.Гельмер                 | Постанова Ради Міністрів УРСР від 06.09.1979 р.№ 442 | 1737            |
| Центральна площа, 10              |          | Художній музей, 1901 р., арх. Х.Гесснер                           | Постанова Ради Міністрів УРСР від 06.09.1979 р.№ 442 | 1739            |
| Центральна площа, 1               |          | Ратуша, 1847-1848 рр., арх. Радор, А.Мікуліч, інж. А.Марін        | Постанова Ради Міністрів УРСР від 06.09.1979 р.№ 442 | 1738            |
| Грушевського Михайла, 1           |          | Палац Юстиції, 1904-1906рр.; арх. Сковрон                         | Постанова Ради Міністрів УРСР від 06.09.1979 р.№ 442 | 1740            |
| Січових Стрільців, 38-Б           |          | Комплекс Чернівецького музею народної архітектури та побуту       | Постанова РМ УРСР від 19.07.1977 р. № 373            | 75-Н            |
|                                   |          |                                                                   |                                                      |                 |

## Пам’ятки архітектури та містобудування  місцевого значення,  пропоновані для взяття на облік за категорією національного значення
| Адреса (вулиця, номер будинку)                           | Світлина | Історична назва, дата спорудження | Номер і дата документа про взяття на облік                            | Охоронний номер |
| -------------------------------------------------------- | -------- | --- | --------------------------------------------------------------------- | --------------- |
| Головна, 1 - Сагайдачного Петра гетьмана, 2              |          | Житловий будинок, XIX ст. | Рішення Чернівецького облвиконкому від 18.06.1986 р. № 128            | 11/24-Чв        |
| Головна, 3                                               |          | Житловий будинок, XIX ст. | Рішення Чернівецького облвиконкому від 18.06.1986 р. № 128            | 11/25-Чв        |
| Головна, 5                                               |          | Житловий будинок, XIX ст. | Рішення Чернівецького облвиконкому від 18.06.1986 р. № 128            | 11/26-Чв        |
| Головна, 7                                               |          | Житловий будинок, кін. XIX - поч. XX ст. | Рішення Чернівецького облвиконкому від 18.06.1986 р. № 128            | 11/27-Чв        |
| Головна, 13                                              |          | Житлово-торговий будинок, сер. XIX ст. | Рішення Чернівецького облвиконкому від 18.06.1986 р. № 128            |                 |
| Головна, 15                                              |          | Житловий будинок, кін. XIX ст. | Рішення Чернівецького облвиконкому від 18.06.1986 р. № 128            | 11/28-Чв        |
| Головна, 17-19 (прибудова)                               |          | Житловий будинок, кін. XIX - поч.ХХ ст. | Рішення Чернівецького облвиконкому від 18.06.1986 р. № 128            | 11/29-Чв        |
| Головна, 21                                              |          | Житловий будинок, поч.ХХ ст. | Рішення Чернівецького облвиконкому від 18.06.1986 р. № 128            | 11/30-Чв        |
| Головна, 23                                              |          | Житловий будинок, поч.ХХ ст. | Рішення Чернівецького облвиконкому від 18.06.1986 р. № 128            | 11/31-Чв        |
| Головна, 25 - Шолом Алейхема, 1                          |          | Житловий будинок \"Корабель\", поч.ХХ ст. | Рішення Чернівецького облвиконкому від 18.06.1986 р. № 128            | 11/32-Чв        |
| Головна, 29                                              |          | Житловий будинок, сер. XIX ст. | Рішення Чернівецького облвиконкому від 18.06.1986 р. № 128            | 11/33-Чв        |
| Головна, 31                                              |          | Житловий будинок, XIX ст. | Рішення Чернівецького облвиконкому від 18.06.1986 р. № 128            | 11/34-Чв        |
| Головна, 33                                              |          | Житловий будинок, XIX ст. | Рішення Чернівецького облвиконкому від 18.06.1986 р. № 128            | 11/35-Чв        |
| Головна, 35                                              |          | Житловий будинок, XIX ст. | Рішення Чернівецького облвиконкому від 18.06.1986 р. № 128            | 11/36-Чв        |
| Головна, 37 - Шептицького Андрея Митрополита, 1          |          | Житловий будинок, ІІ пол. XIX ст. | Рішення Чернівецького облвиконкому від 18.06.1986 р. № 128            | 11/37-Чв        |
| Головна, 39-А- Шептицького Андрея Митрополита,2          |          | Житловий будинок поч.ХХ ст. | Рішення Чернівецького облвиконкому від 18.06.1986 р. № 128            | 11/38-Чв        |
| Головна, 41                                              |          | Житловий будинок, кін. XIX ст. | Рішення Чернівецького облвиконкому від 18.06.1986 р. № 128            | 11/39-Чв        |
| Головна, 43                                              |          | Житловий будинок, XIX ст. | Рішення Чернівецького облвиконкому від 18.06.1986 р. № 128            | 11/40-Чв        |
| Головна, 45                                              |          | Житлово-торговий будинок, поч. XIX ст. | Рішення Чернівецького облвиконкому від 18.06.1986 р. № 128            |                 |
| Головна, 47 - Руська                                     |          | Готель \"Париж\", І пол. XIX ст. | Рішення Чернівецького облвиконкому від 18.06.1986 р. № 128            |                 |
| Головна, 51                                              |          | Житловий будинок сер. XIX ст. | Рішення Чернівецького облвиконкому від 18.06.1986 р. № 128            | 11/41-Чв        |
| Головна, 53                                              |          | Житловий будинок, сер. XIX ст. | Рішення Чернівецького облвиконкому від 18.06.1986 р. № 128            | 11/42-Чв        |
| Головна, 55                                              |          | Житловий будинок, кін. XIX ст. | Рішення Чернівецького облвиконкому від 18.06.1986 р. № 128            | 11/43-Чв        |
| Головна, 57                                              |          | Житловий будинок, кін. XIX ст. | Рішення Чернівецького облвиконкому від 18.06.1986 р. № 128            | 11/44-Чв        |
| Головна, 59                                              |          | Житловий будинок, кін. XIX ст. | Рішення Чернівецького облвиконкому від 18.06.1986 р. № 128            | 11/45-Чв        |
| Головна, 61                                              |          | Житловий будинок, кін. XIX ст. | Рішення Чернівецького облвиконкому від 18.06.1986 р. № 128            | 11/46-Чв        |
| Головна, 63                                              |          | Житловий будинок, кін. XIX ст. | Рішення Чернівецького облвиконкому від 18.06.1986 р. № 128            | 11/47-Чв        |
| Головна, 65 - Кохановського Антона,1                     |          | Житловий будинок поч.ХХ ст. | Рішення Чернівецького облвиконкому від 18.06.1986 р. № 128            | 11/48-Чв        |
| Головна, 67 - Кохановського Антона, 2                    |          | Житловий будинок, поч. XIX ст. | Рішення Чернівецького облвиконкому від 18.06.1986 р. № 128            | 11/49-Чв        |
| Головна, 69                                              |          | Житловий будинок, поч. XX ст. | Рішення Чернівецького облвиконкому від 18.06.1986 р. № 128            | 11/50-Чв        |
| Головна, 71                                              |          | Житловий будинок, поч. XIX ст. | Рішення Чернівецького облвиконкому від 18.06.1986 р. № 128            | 11/51-Чв        |
| Головна, 73                                              |          | Житловий будинок, поч. XIX ст. | Рішення Чернівецького облвиконкому від 18.06.1986 р. № 128            | 11/52-Чв        |
| Головна, 75                                              |          | Житловий будинок, поч. XIX ст. | Рішення Чернівецького облвиконкому від 18.06.1986 р. № 128            | 11/53-Чв        |
| Головна, 77                                              |          | Житловий будинок, XIX ст. | Рішення Чернівецького облвиконкому від 18.06.1986 р. № 128            | 11/54-Чв        |
| Головна, 79                                              |          | Житловий будинок, XIX ст. | Рішення Чернівецького облвиконкому від 18.06.1986 р. № 128            | 11/55-Чв        |
| Головна, 85                                              |          | Кафедральний собор \"Святого Духа\", 1864 р., арх.Рьолль, Й.Главка, інж. Марін | Рішення Чернівецького облвиконкому від 05.08.1982 р. № 261            | 11/56-Чв        |
| Головна, 87 - Кафедральна, 6                             |          | Православна вища реальна школа, 1869-1870 рр. | Розпорядження представника Президента України від 23.03.1994 р. № 161 |                 |
| Головна, 99                                              |          | Готель, поч. XX ст. | Розпорядження представника Президента України від 23.03.1994 р. № 161 |                 |
| Головна, 107                                             |          | Комунальна школа для хлопців, ІІ пол.XIX ст. | Розпорядження представника Президента України від 18.02.1987 р. № 30  | 11/54-Чв        |
| Головна, 111                                             |          | Житловий будинок, XIX ст. | Розпорядження представника Президента України від 18.02.1987 р. № 30  | 11/55-Чв        |
| Головна, 119 - Наливайка Северина, 26                    |          | Пішохідні казарми, сер. XIX ст. | Розпорядження представника Президента України від 23.03.1994 р. № 161 |                 |
| Головна, 129                                             |          | Сільськогосподарська крайова середня школа, пологовий будинок, 1897 р., арх.Е.Кольбенгайер | Розпорядження представника Президента України від 18.02.1987 р. № 30  | 11/56-Чв        |
| Головна, 131                                             |          | Адмінспоруда, 30-рр. ХХст. | Розпорядження представника Президента України від 18.02.1987 р. № 30  |                 |
| Головна, 133                                             |          | Житловий будинок, 70-80 рр. ХІХст. | Розпорядження представника Президента України від 23.03.1994 р. № 161 |                 |
| Головна, 135 - Буковинська, 1                            |          | Житловий будинок, 30 рр. ХХст. | Розпорядження представника Президента України від 23.03.1994 р. № 161 |                 |
| Головна, 137                                             |          | Обласна клінічна лікарня, 1886 р. Корпус № 1 (адміністративний) Корпус № 2 (господарський) Корпус № 3 (головний) Корпус № 4 (приймальний) Корпус № 5 (аптечний) Корпус № 8 Корпус № 9 (хірургічний) Корпус № 10 (хірургічний) Корпус № 12 (інфекційний) | Розпорядження представника Президента України від 23.03.1994 р. № 161 |                 |
| Головна, 4                                               |          | Житловий будинок, XIX ст. | Рішення Чернівецького облвиконкому від 18.06.1986 р. № 128            | 11/1-Чв         |
| Головна, 6                                               |          | Житлово-торговий будинок, сер. XIX ст. | Розпорядження представника Президента України від 23.03.1994 р. № 161 |                 |
| Головна, 8 - Переяславська, 2                            |          | Готель, рубіж XIX ст. | Рішення Чернівецького облвиконкому від 18.06.1986 р. № 128            | 11/32-Чв        |
| Головна, 10 - Переяславська, 1                           |          | Житловий будинок, кін. XIX ст. | Рішення Чернівецького облвиконкому від 18.06.1986 р. № 128            | 11/3-Чв         |
| Головна, 12 - Заньковецької Марії, 25                    |          | Житловий будинок, кін. XIX - поч.ХХ ст. | Рішення Чернівецького облвиконкому від 18.06.1986 р. № 128            | 11/4-Чв         |
| Головна, 14                                              |          | Готель \"Молдавія\", 80-рр. XIX ст. | Розпорядження представника Президента України від 23.03.1994 р. № 161 |                 |
| Головна, 16                                              |          | Житловий будинок, XIX ст. | Рішення Чернівецького облвиконкому від 18.06.1986 р. № 128            | 11/5-Чв         |
| Головна, 18                                              |          | Гауптвахта, кін. XIX ст. | Рішення Чернівецького облвиконкому від 18.06.1986 р. № 128            | 11/6-Чв         |
| Головна, 20                                              |          | Римо-католицький костел \"Святого хреста\", 1787-1814 рр., інж. Тенікорис | Рішення Чернівецького облвиконкому від 18.06.1986 р. № 128            | 11/7-Чв         |
| Головна, 22                                              |          | Будинок полковника, 1782 р. | Рішення Чернівецького облвиконкому від 18.06.1986 р. № 128            | 11/8-Чв         |
| Головна, 24                                              |          | Адміністративна споруда, поч.ХХ ст. | Рішення Чернівецького облвиконкому від 18.06.1986 р. № 128            | 11/9-Чв         |
| Головна, 28                                              |          | Житловий будинок, ІІ пол.XIX ст. | Рішення Чернівецького облвиконкому від 18.06.1986 р. № 128            | 11/10-Чв        |
| Головна, 32 - Франка Івана, 1/3                          |          | Житловий будинок, 1908 р. | Рішення Чернівецького облвиконкому від 18.06.1986 р. № 128            | 11/11-Чв        |
| Головна, 34                                              |          | Готель \"Централь\", поч.ХХ ст. | Рішення Чернівецького облвиконкому від 18.06.1986 р. № 128            | 11/12-Чв        |
| Головна, 38                                              |          | Житловий будинок, ІІ пол. XIX ст. | Рішення Чернівецького облвиконкому від 18.06.1986 р. № 128            | 11/13-Чв        |
| Головна, 40                                              |          | Житловий будинок, ІІ пол. XIX ст. | Рішення Чернівецького облвиконкому від 18.06.1986 р. № 128            | 11/14-Чв        |
| Головна, 42                                              |          | Житловий будинок, поч. XX ст. | Рішення Чернівецького облвиконкому від 18.06.1986 р. № 128            | 11/15-Чв        |
| Головна, 44                                              |          | Адміністративна споруда, кін. XIX ст. | Рішення Чернівецького облвиконкому від 18.06.1986 р. № 128            | 11/16-Чв        |
| Головна, 46 - Франка Івана, 17                           |          | Готель \"Крон Принц\", \"Палас\", кін. XIX ст. | Рішення Чернівецького облвиконкому від 18.06.1986 р. № 128            | 11/17-Чв        |
| Головна, 48                                              |          | Житловий будинок, поч. XX ст. | Рішення Чернівецького облвиконкому від 18.06.1986 р. № 128            | 11/18-Чв        |
| Головна, 50                                              |          | Житловий будинок, кін. XIX ст. | Рішення Чернівецького облвиконкому від 18.06.1986 р. № 128            | 11/19-Чв        |
| Головна, 52                                              |          | Адміністративна споруда, поч.ХХ ст. | Рішення Чернівецького облвиконкому від 18.06.1986 р. № 128            | 11/20-Чв        |
| Головна, 54                                              |          | Житловий будинок, поч. XX ст. | Рішення Чернівецького облвиконкому від 18.06.1986 р. № 128            | 11/21-Чв        |
| Головна, 56                                              |          | Житловий будинок, кін XIX ст. | Рішення Чернівецького облвиконкому від 18.06.1986 р. № 128            | 11/22-Чв        |
| Головна, 58 - Гакмана Євгена Митрополита, 5              |          | Адміністративна споруда, кін. XIX ст. | Рішення Чернівецького облвиконкому від 18.06.1986 р. № 128            | 11/23-Чв        |
| Кобилянської Ольги, 1                                    |          | Банк, кафе \"Габсбург\", 1898 р., арх. фон Клаузевіц | Рішення Чернівецького облвиконкому від 18.06.1986 р. № 128            | 9/1-Чв          |
| Кобилянської Ольги, 3                                    |          | Житловий будинок А.Тесажа, кав\'ярня \"Рассіні юніор\", ресторан \"Ля Орієнт\", ІІ пол.XIX ст. | Рішення Чернівецького облвиконкому від 18.06.1986 р. № 128            | 9/2-Чв          |
| Кобилянської Ольги, 5                                    |          | Кафе \"Європейське\" , ІІ пол. XIX ст. | Рішення Чернівецького облвиконкому від 18.06.1986 р. № 128            | 9/3-Чв          |
| Кобилянської Ольги, 7                                    |          | Житловий будинок, кін. XIX ст. | Рішення Чернівецького облвиконкому від 18.06.1986 р. № 128            | 9/4-Чв          |
| Кобилянської Ольги, 9                                    |          | Житловий будинок,80-рр. XIX ст. | Рішення Чернівецького облвиконкому від 18.06.1986 р. № 128            | 9/5-Чв          |
| Кобилянської Ольги, 11                                   |          | Житловий будинок Мюллера, 1887 р.; 1939 р. | Рішення Чернівецького облвиконкому від 18.06.1986 р. № 128            | 9/6-Чв          |
| Кобилянської Ольги, 13                                   |          | Житловий будинок Ф.К.Лангенхана, 1883 р. | Рішення Чернівецького облвиконкому від 18.06.1986 р. № 128            | 9/7-Чв          |
| Кобилянської, Ольги 15                                   |          | Житловий будинок, приватний банк, 1883 р. | Рішення Чернівецького облвиконкому від 18.06.1986 р. № 128            | 9/8-Чв          |
| Кобилянської Ольги, 17                                   |          | Житловий будинок, ІІ пол.XIX ст. | Рішення Чернівецького облвиконкому від 18.06.1986 р. № 128            | 9/9-Чв          |
| Кобилянської Ольги, 21                                   |          | Житловий будинок, кін. XIX - поч. XX ст. | Рішення Чернівецького облвиконкому від 18.06.1986 р. № 128            | 9/11-Чв         |
| Кобилянської Ольги, 23                                   |          | Житловий будинок зі св.Флоріаном, кін. XIX ст. | Рішення Чернівецького облвиконкому від 18.06.1986 р. № 128            | 9/12-Чв         |
| Кобилянської Ольги, 25                                   |          | Житловий будинок А.Бербера, кін.XIX ст.; 1927 р. (реконструкція) арх. Яков Реннер | Рішення Чернівецького облвиконкому від 18.06.1986 р. № 128            | 9/13-Чв         |
| Кобилянської Ольги, 27                                   |          | Житловий будинок, кін. XIX ст. | Рішення Чернівецького облвиконкому від 18.06.1986 р. № 128            | 9/14-Чв         |
| Кобилянської Ольги, 29                                   |          | Житловий будинок Л.Розенцвайга, 1873р. | Рішення Чернівецького облвиконкому від 18.06.1986 р. № 128            | 9/15-Чв         |
| Кобилянської Ольги, 31                                   |          | Житловий будинок, поч. XX ст. | Рішення Чернівецького облвиконкому від 18.06.1986 р. № 128            | 9/16-Чв         |
| Кобилянської Ольги, 35                                   |          | Житловий будинок, кін. XIX ст. | Рішення Чернівецького облвиконкому від 18.06.1986 р. № 128            | 9/17-Чв         |
| Кобилянської Ольги, 37 - 39                              |          | Житловий будинок, видавництво \"Гласул Буковиней\", 1934 р., арх. М.Бреттшнайдер | Рішення Чернівецького облвиконкому від 18.06.1986 р. № 128            | 9/18-Чв         |
| Кобилянської Ольги, 43                                   |          | Житловий будинок Шимоновичів, поч.ХХ ст. | Рішення Чернівецького облвиконкому від 18.06.1986 р. № 128            | 9/19-Чв         |
| Кобилянської Ольги, 45                                   |          | Житловий будинок, кав\'ярня \"Венеція\", магазин музичних інструментів, поч.ХХ ст. | Рішення Чернівецького облвиконкому від 18.06.1986 р. № 128            | 9/20-Чв         |
| Кобилянської Ольги, 47                                   |          | Житловий будинок кін. XIX ст. | Рішення Чернівецького облвиконкому від 18.06.1986 р. № 128            | 9/21-Чв         |
| Кобилянської Ольги, 49                                   |          | Житловий будинок кін. XIX ст. | Рішення Чернівецького облвиконкому від 18.06.1986 р. № 128            | 9/22-Чв         |
| Кобилянської Ольги, 51                                   |          | Житловий будинок 1907 р. | Рішення Чернівецького облвиконкому від 18.06.1986 р. № 128            | 9/23-Чв         |
| Кобилянської Ольги, 53                                   |          | Німецький Народний Дім, поч.ХХ ст., арх. Г.Фріч; 1908-1910 р., інж. Е.Мюллер | Рішення Чернівецького облвиконкому від 18.06.1986 р. № 128            | 9/24-Чв         |
| Кобилянської Ольги, 55                                   |          | Житловий будинок, поч.ХХ ст. | Рішення Чернівецького облвиконкому від 18.06.1986 р. № 128            | 9/25-Чв         |
| Кобилянської Ольги, 57                                   |          | Житловий будинок 1885 р. | Рішення Чернівецького облвиконкому від 18.06.1986 р. № 128            | 9/26-Чв         |
| Кобилянської Ольги, 4                                    |          | Житловий будинок, 1786 р. | Рішення Чернівецького облвиконкому від 18.06.1986 р. № 128            | 9/27-Чв         |
| Кобилянської Ольги, 6                                    |          | Житловий будинок, кін. XX ст. | Рішення Чернівецького облвиконкому від 18.06.1986 р. № 128            | 9/28-Чв         |
| Кобилянської Ольги, 8                                    |          | Житловий будинок, поч. 1880-х рр. | Рішення Чернівецького облвиконкому від 18.06.1986 р. № 128            | 9/29-Чв         |
| Кобилянської Ольги, 10                                   |          | Житловий будинок, Н.Наглера, кін. XIX ст. | Рішення Чернівецького облвиконкому від 18.06.1986 р. № 128            | 9/30-Чв         |
| Кобилянської Ольги, 12                                   |          | Житловий будинок Л.Крауса, 1901 р.; арх. Фелікс Фюрт | Рішення Чернівецького облвиконкому від 18.06.1986 р. № 128            | 9/31-Чв         |
| Кобилянської Ольги, 14                                   |          | Громадська споруда, банк, 1898 р., арх. Г.Островський | Рішення Чернівецького облвиконкому від 18.06.1986 р. № 128            | 9/32-Чв         |
| Кобилянської Ольги, 16                                   |          | Готель, житловий будинок, 1892 р., 1925 р. (реконструкція) | Рішення Чернівецького облвиконкому від 18.06.1986 р. № 128            | 9/33-Чв         |
| Кобилянської Ольги, 18                                   |          | Житловий будинок родини Вельт, Мараморський банк, 1910 р. | Рішення Чернівецького облвиконкому від 18.06.1986 р. № 128            | 9/34-Чв         |
| Кобилянської Ольги, 20                                   |          | Житловий будинок кін. XIX ст. | Рішення Чернівецького облвиконкому від 18.06.1986 р. № 128            | 9/35-Чв         |
| Кобилянської Ольги , 22                                  |          | Житловий будинок - палац Гогенлое, ІІ пол. XIX ст. | Рішення Чернівецького облвиконкому від 18.06.1986 р. № 128            | 9/36-Чв         |
| Кобилянської Ольги, 24                                   |          | Чиншовий будинок, ІІ пол. XIX ст. | Рішення Чернівецького облвиконкому від 18.06.1986 р. № 128            | 9/37-Чв         |
| Кобилянської Ольги, 26                                   |          | Житловий будинок, поч. XX ст. | Рішення Чернівецького облвиконкому від 18.06.1986 р. № 128            | 9/38-Чв         |
| Кобилянської Ольги, 28                                   |          | Дирекція православного релігійного фонду 1878 р. | Рішення Чернівецького облвиконкому від 18.06.1986 р. № 128            | 9/39-Чв         |
| Кобилянської Ольги, 30                                   |          | Житловий будинок поч.ХХ ст. | Рішення Чернівецького облвиконкому від 18.06.1986 р. № 128            | 9/40-Чв         |
| Кобилянської Ольги , 32                                  |          | Житловий будинок братів баронів Васильків - Серетських, кін. XIX ст. | Розпорядження представника Президента України від 18.02.1987 р. № 30  | Ш/44-Чв         |
| Кобилянської Ольги , 34                                  |          | Житловий будинок братів баронів Васильків-Серетських, кін. XIX ст. | Розпорядження представника Президента України від 18.02.1987 р. № 30  | Ш/45-Чв         |
| Кобилянської Ольги, 36                                   |          | Польське товариство братньої допомоги; кін. XIX ст., 1902-1905 рр. (перебудова) | Рішення Чернівецького облвиконкому від 18.06.1986 р. № 128            | 9/41-Чв         |
| Кобилянської Ольги , 38                                  |          | Житловий будинок, 1864 р., арх. К.Крюнгель, Й.Кельрусс | Рішення Чернівецького облвиконкому від 18.06.1986 р. № 128            | 9/42-Чв         |
| Кобилянської Ольги, 40                                   |          | Банк сільськогосподарської індустрії, замовник Й.Штейнер, кін. XIX ст. | Розпорядження представника Президента України від 23.03.1994 р. № 161 |                 |
| Кобилянської Ольги , 42                                  |          | Чиншовий будинок поч.. XX ст. | Рішення Чернівецького облвиконкому від 18.06.1986 р. № 128            | 9/43-Чв         |
| Кобилянської , Ольги 44                                  |          | Житловий будинок кін. XIX ст. | Рішення Чернівецького облвиконкому від 18.06.1986 р. № 128            | 9/44-Чв         |
| Театральна площа, 1- Бандери Степана, 4                  |          | Житловий будинок, кін. XIX - поч. XX ст. | Рішення Чернівецького облвиконкому від 18.06.1986 р. № 128            | 15/5-Чв         |
| Театральна площа, 3                                      |          | Румунський національний палац 1937 р., арх. Х.Крянге | Розпорядження представника Президента України від 05.08.1982 р. № 261 | 15/6-Чв         |
| Театральна площа, 2                                      |          | Палата буковинських ремесел, 1910 -1912 рр., арх. Ф.Готтесман | Розпорядження представника Президента України від 05.08.1982 р. № 261 | 15/7-Чв         |
| Театральна площа, 6                                      |          | Єврейський Народний Дім, 1907-1908 рр., арх. Т.Левандовський | Розпорядження представника Президента України від 05.08.1982 р. № 261 | 15/3-Чв         |
| Центральна площа, 2 - Кобилянської Ольги , 2-Головна, 49 |          | Готель 1865 р., кафе \"Бель В\'ю\" | Рішення Чернівецького облвиконкому від 18.06.1986 р. № 128            | 21/1-Чв         |
| Поповича Омеляна, 2 - Кафедральна, 2                     |          | Будинок Крайового уряду Буковини, 1871 - 1873 рр., арх. Глаубіц, Й.Главка | Розпорядження представника Президента України від 18.02.1987 р. № 30  | 43/Чв           |
| Центральна площа, 3                                      |          | Банк \"Три корони\", 1873-1878 рр. | Рішення Чернівецького облвиконкому від 18.06.1986 р. № 128            | 21/2-Чв         |
| Центральна площа, 4                                      |          | Житловий будинок, 1891 р. | Рішення Чернівецького облвиконкому від 18.06.1986 р. № 128            | 21/3-Чв         |
| Центральна площа, 5                                      |          | Житловий будинок, 1828 р. | Рішення Чернівецького облвиконкому від 18.06.1986 р. № 128            | 21/4-Чв         |
| Центральна площа, 6                                      |          | Готель, 1814-1816 рр. | Рішення Чернівецького облвиконкому від 18.06.1986 р. № 128            | 21/5-Чв         |
| Центральна площа, 7                                      |          | Готель, \"Чорний орел\", поч. XX ст. | Рішення Чернівецького облвиконкому від 18.06.1986 р. № 128            | 21/6-Чв         |
| Центральна площа, 8                                      |          | Житловий будинок. XIX ст. | Рішення Чернівецького облвиконкому від 18.06.1986 р. № 128            | 21/7-Чв         |
| Центральна площа, 9                                      |          | Готель \"Вайс\", кін. XIX ст. | Рішення Чернівецького облвиконкому від 18.06.1986 р. № 128            | 21/8-Чв         |
| Поштова, 1                                               |          | Готель \"Золотий Лев\", 1904 р. | Розпорядження представника Президента України від 05.08.1982 р. № 261 | 19-Чв           |
|                                                          |          | |                                                                       |                 |